# Fülöp-szigeteki drongó
A Fülöp-szigeteki drongó (Dicrurus balicassius) a madarak osztályának verébalakúak (Passeriformes) rendjébe és a drongófélék (Dicruridae) családjába tartozó faj.
A magyar név forrással nincs megerősítve.

## Előfordulása
A Fülöp-szigetek területén honos.

## Alfajai
- Dicrurus balicassius abraensis Vaurie, 1947
- Dicrurus balicassius balicassius ( Linnaeus, 1766)
- Dicrurus balicassius mirabilis Walden & E. L. Layard, 1872

## Külső hivatkozás
- Képek az interneten a fajról
- Ibc.lynxeds.com - videók a fajról
- Xeno-canto.org - a faj hangja